# Erwin Arnold
Erwin Arnold (Hall in Tirol, 5 de noviembre de 1968) es un deportista austríaco que compitió en bobsleigh en la modalidad cuádruple.
Ganó dos medallas en el Campeonato Europeo de Bobsleigh, plata en 1998 y bronce en 1999.

## Palmarés internacional
| Campeonato Europeo | Campeonato Europeo    | Campeonato Europeo | Campeonato Europeo |
| Año                | Lugar                 | Medalla            | Prueba             |
| ------------------ | --------------------- | ------------------ | ------------------ |
| 1998               | Igls (Austria)        | Medalla de plata   | Cuádruple          |
| 1999               | Winterberg (Alemania) | Medalla de bronce  | Cuádruple          |